# Тан Кхэ
Тан Кхэ или же Тхан Кхэ (бирм. သံခဲ; род. Кьяуксе, Мьянма) — нынешний председатель повстанческой группировки под названием Всебирманский студенческий демократический фронт (ABSDF), которая базируется в штате Качин. Он был избран председателем Всебирманского студенческого демократического фронта 10 апреля 2001 года на шестой генеральной конференции организации.
5 августа 2013 года Тан Кхэ подписал соглашение о прекращении огня на уровне штата с представителями правительства штата Качин.
10 августа 2013 года Тан Кхэ встретился с Союзным рабочим комитетом по миру (UPWC) и подписал соглашение о прекращении огня на уровне союза в Центре национального примирения и мира в Янгоне.
15 октября 2015 года Тан Кхэ подписал Соглашение о прекращении огня в масштабах страны (NCA) в качестве представителя ABSDF в правительстве Мьянмы.